# Пёстрая мечеть
Пёстрая мечеть или Шарена Джамия (макед. Шарена Џамија; алб. Xhamia e Pashës; тур. Alaca Cami) — мечеть, расположенная возле реки Пена в Тетово, Северная Македония. Мечеть была построена в 1438 году и перестроена в 1833 году Абдурахман-пашой.

## История

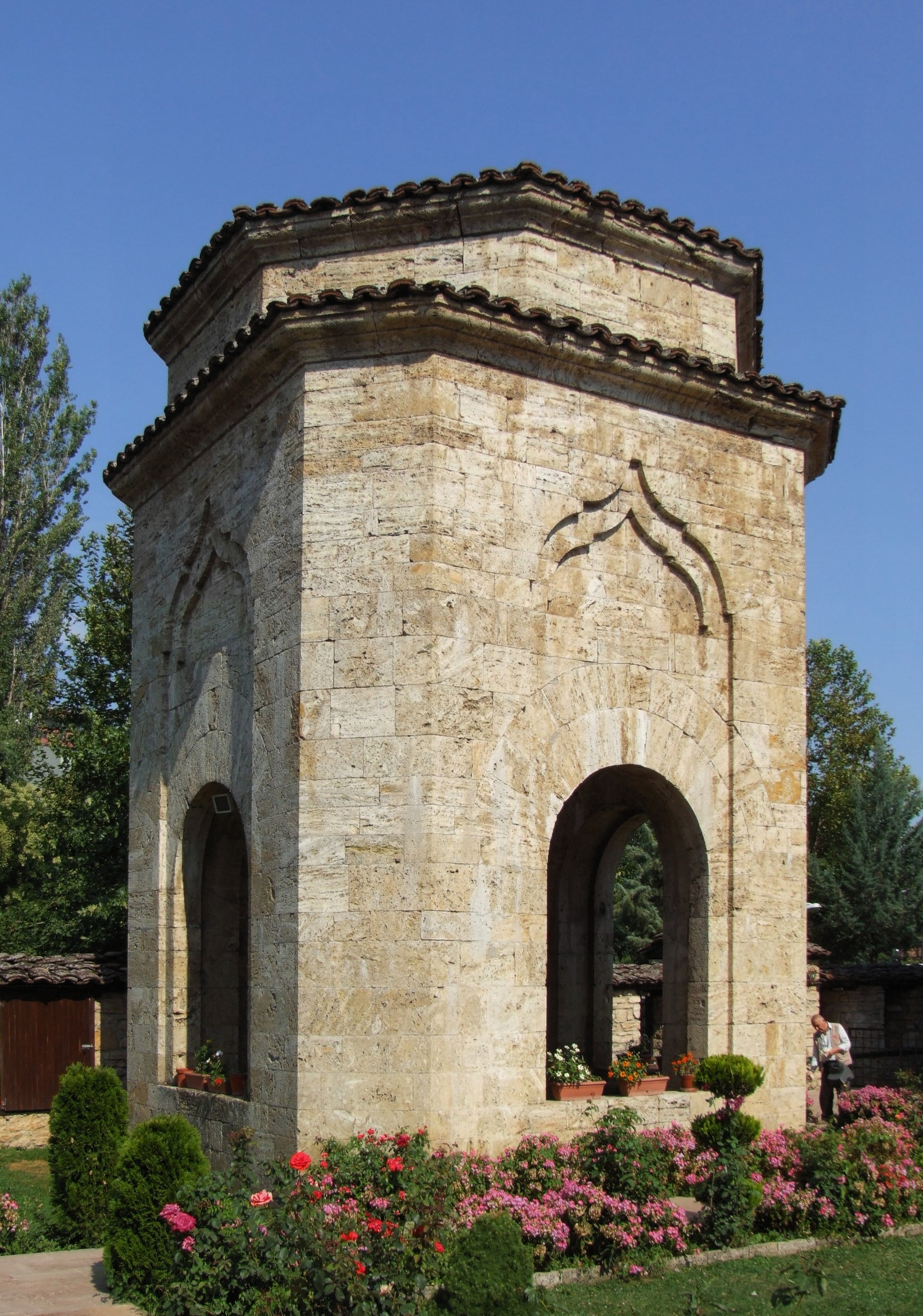
Тюрбе рядом с Пёстрой мечетью

Пёстрая мечеть была построена в 1438 году. Архитектором мечети был Исак Бей.
Строительство большинства мечетей того времени велось на деньги султанов, беев и пашей, однако Пёстрая мечеть была профинансирована двумя сестрами из Тетово. Как и у многих мечетей, рядом была построена турецкая баня.
Помимо бани на другой стороне реки, место обычно включало в себя трактир. Ныне двор Пёстрой мечети наполняют множество цветов, фонтан и тюрбе. В двух восьмиугольных зданиях «тюрбе» покоятся тела Хуршиды и Менсур, двух сестёр, которые спонсировали строительство мечети.
Абдурахман-паша Тетовский, большой энтузиаст искусства, реконструировал Пёструю мечеть в 1833 году.
В 1991 году исламская община Тетово построила стены вокруг мечети в классическом османском стиле.
В 2010 году были обновлены наружные росписи, и, с помощью гранта в 94 700 евро от Государственного департамента Соединенных Штатов, в 2011 году был отреставрирован фасад мечети.

## Архитектура

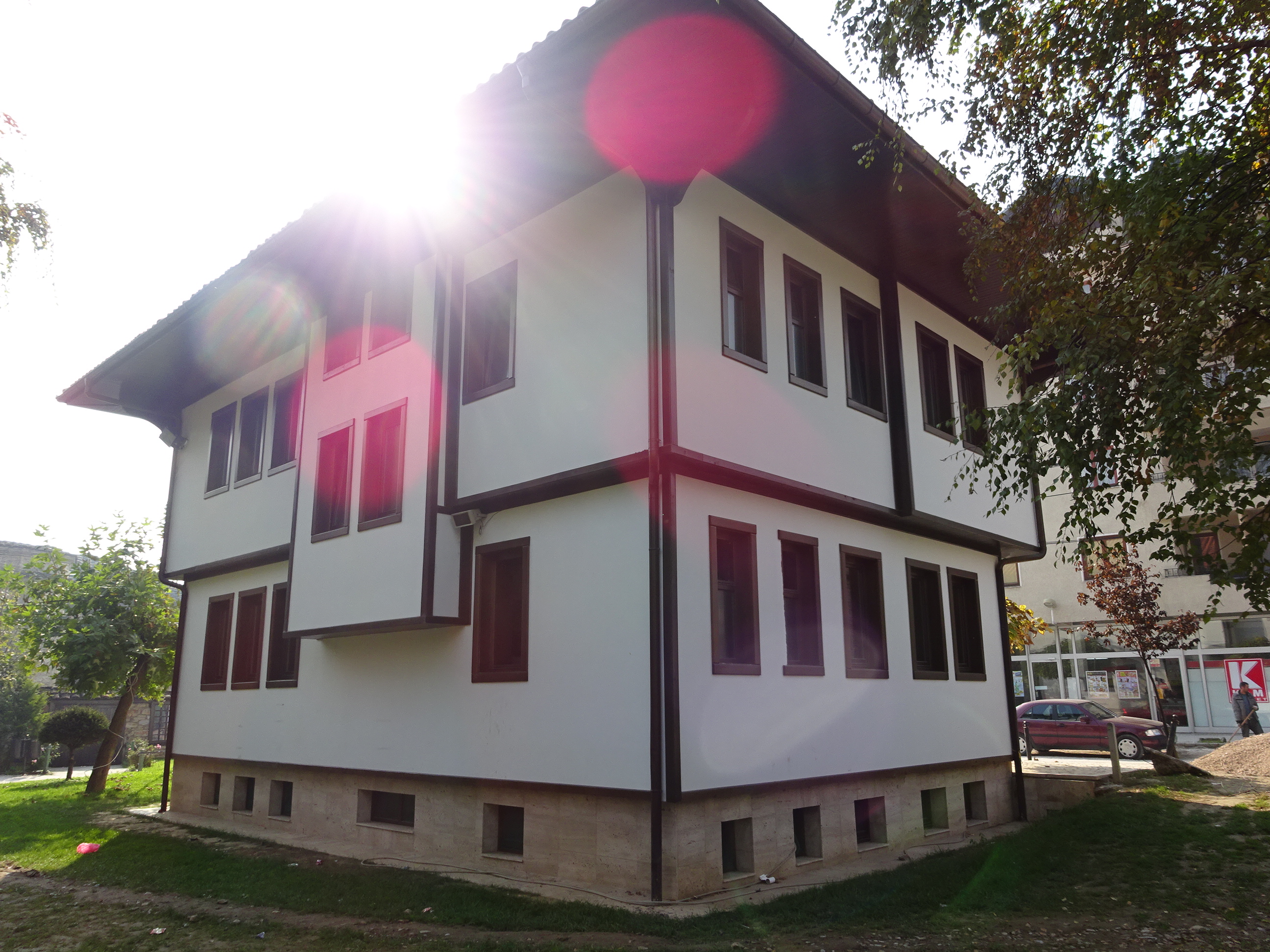
Медресе внутри комплекса мечети

В отличие от традиционного османского декора с помощью керамической плитки, Пёстрая мечеть украшена яркой цветочной росписью. Для подготовки краски и глазури, что пошли на украшение мечети, было использовано более 30 000 яиц. Еще одно существенное различие между Пёстрой мечетью и другими османскими мечетями заключается в том, что у неё нет характерного внешнего купола, так как архитектура мечети стилизована под раннюю Константинопольскую османскую архитектуру.
Отличительной чертой здания является его расписные украшения. Для их создания Абдуррахман-паша заказал мастеров из Дебара, которые нарисовали орнамент масляными красками. Помимо геометрических и растительных узоров на стенах мечети также встречаются пейзажи. Среди живописных украшений особенно привлекательным является изображение Мекки, редкий и, возможно, единственный пример иллюстрации святыни исламского пророка Мухаммеда в юго-восточной Европе.